# 이상현 (1886년)
이상현(李相賢, 1886년 2월 24일 ~ 1919년 3월 23일)은 대한제국 독립운동가이다.

## 별칭
아명(兒名)은 이현종(李鉉宗), 호(號)는 두모(斗毛).

## 생애

### 주요 경력
경상도 합천군 삼가면 두모리(慶尙道 陜川郡 三嘉面 斗毛里)에서 출생하였으며 1903년 5월에서 1908년 10월까지 대한제국 하급 관료(경상남도 의령군 예하 군서기관)를 지낸 그는 1908년 10월에 대한제국 관료 직책을 사퇴 후 1919년 3월 23일 경상남도 합천군 삼가면 삼가 장터에서 전개된 대한 독립 만세 시위에 참가하였다가 결국 일경의 발포로 인하여 사살(피살) 순국하였다,

## 사후
대한민국의 정부에서는 그의 공훈을 기리고자 2007년 6월 6일을 기하여 대한민국 건국훈장 애국장을 추서하였다.